# Dimítrisz Szalpingídisz
Dimítrisz Szalpingídisz (Δημήτρης Σαλπιγγίδης, nyugaton Dimitris Salpigidis vagy Salpingidis (Szaloniki, 1981. augusztus 18. –) görög labdarúgó, jelenleg a PAOK és a görög válogatott csatára.

## Karrierje
Szalpingídisz már 17 évesen bemutatkozhatott a görög élvonalban, gyermekkori kedvenc csapata, a PAOK színeiben. Első három évében nem játszott sokat, ehelyett kölcsönadták, előbb a Lárisza, aztán a Kavála csapatának. A thesszaloniki csapattal legnagyobb sikere a 2002-03-as szezonban elért kupagyőzelem volt.
2006-ban a Panathinaikószhoz igazolt. Itt utolsó, 2009–10-es szezonjában duplázott, a bajnoki címet és a kupát is megszerezte a „Pana”.
A válogatottban 2005 óta szerepel. Játszott a 2010-es vb-selejtezőkön is, ahol az ukránok elleni pótselejtezőn győztes gólt szerzett, kijuttatva csapatát a vb-re, 1994 után másodszor.
A 2010-es világbajnokságon Nigéria ellen megszerezte a görög válogatott történetének első világbajnoki gólját. A mérkőzés végül győzelemmel végződött, így értelemszerűen a győzelem is történelmi volt.

## Válogatott góljai
| #  | Időpont             | Helyszín                              | Ellenfél      | Állás | Végeredmény | Kiírás           |
| -- | ------------------- | ------------------------------------- | ------------- | ----- | ----------- | ---------------- |
| 1. | 2008. február 5.    | Lefkoszía, Ciprus                     | Csehország    | 1–0   | Győzelem    | Barátságos       |
| 2. | 2009. április 1.    | Iráklio, Görögország                  | Izrael        | 2–1   | Győzelem    | Vb-selejtező     |
| 3. | 2009. november 18.  | Doneck, Ukrajna                       | Ukrajna       | 0–1   | Győzelem    | Vb-pótselejtező  |
| 4. | 2010. június 17.    | Bloemfontein, Dél-afrikai Köztársaság | Nigéria       | 2–1   | Győzelem    | Világbajnokság   |
| 5. | 2010. augusztus 11. | Belgrád, Szerbia                      | Szerbia       | 0–1   | Győzelem    | barátságos       |
| 6. | 2010. október 12.   | Athén, Görögország                    | Izrael        | 2–1   | Győzelem    | Eb-selejtező     |
| 7. | 2012. február 29.   | Iráklio, Görögország                  | Belgium       | 1–1   | Döntetlen   | barátságos       |
| 8. | 2012. június 8.     | Varsó, Lengyelország                  | Lengyelország | 1–1   | Döntetlen   | Európa-bajnokság |

## Sikerei, díjai

### PAÓK
- Kupagyőztes: 2002-03

### Panathinaikósz
- Bajnok: 2009-10
- Kupagyőztes: 2009-10